# Archäologischer Park Āraiši
Koordinaten: 57° 25′ 13,5″ N, 25° 28′ 16,3″ O

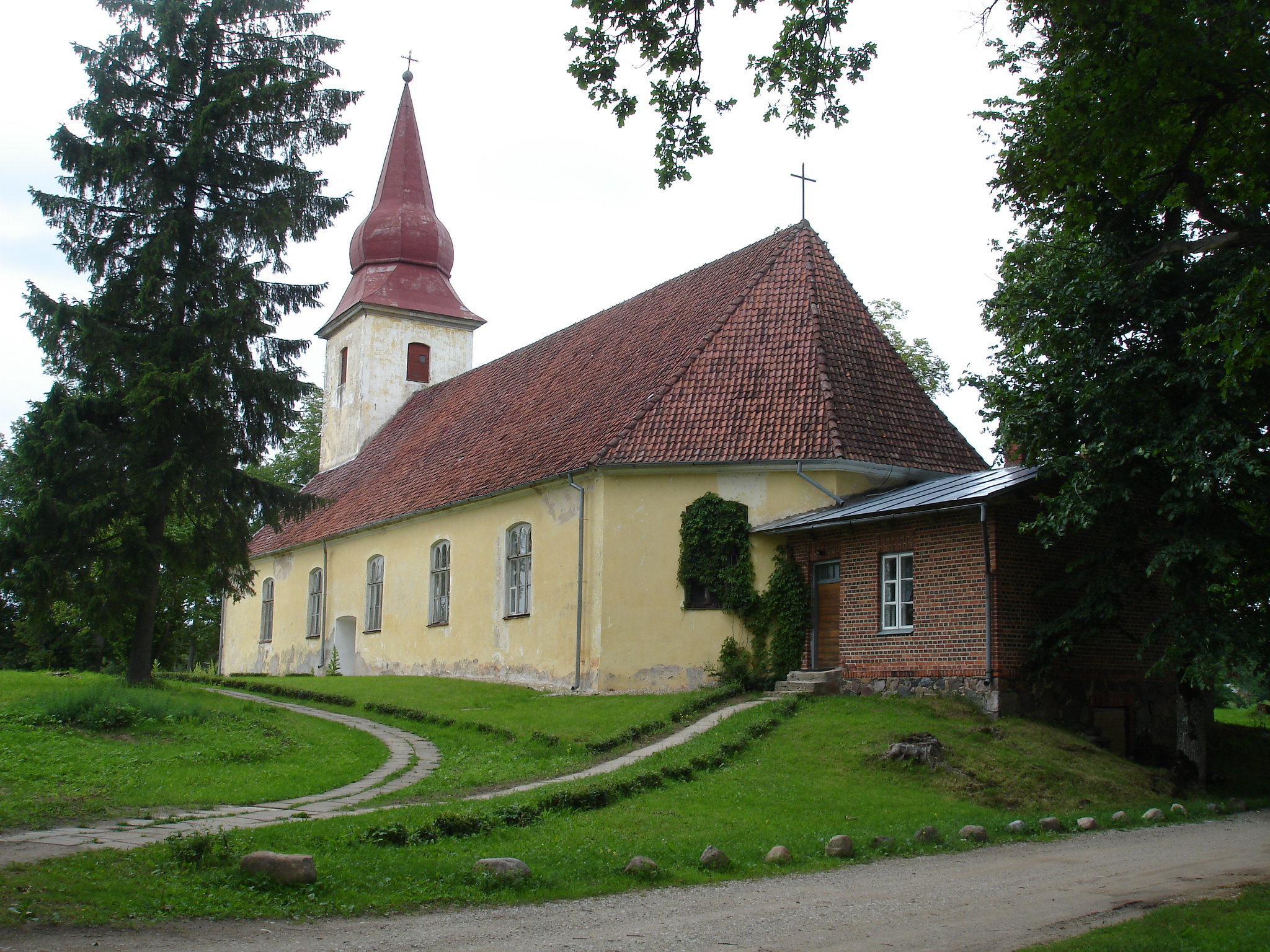
Lutherische Kirche Āraiši

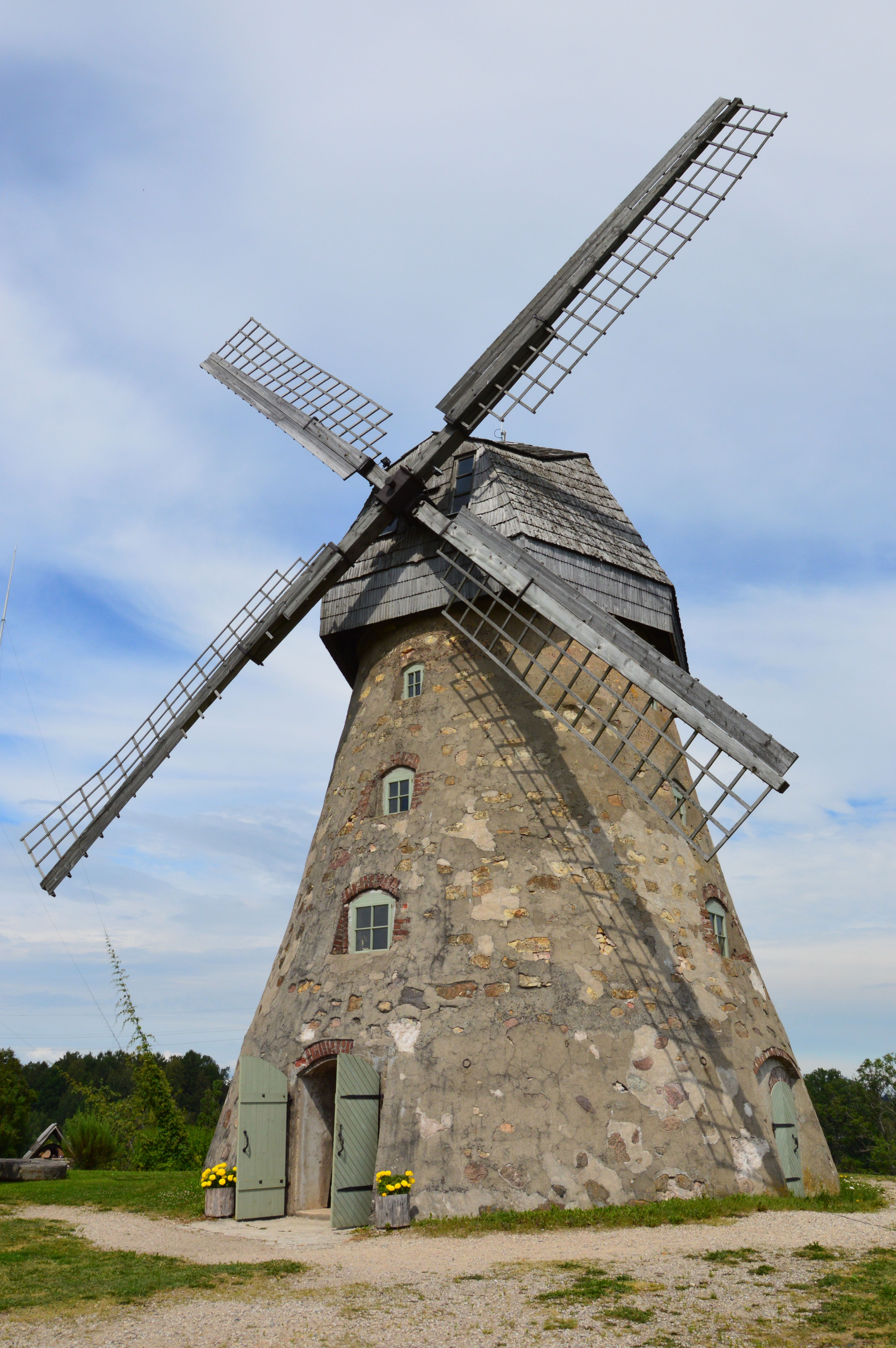
Windmühle in Āraiši

Der Archäologische Park Āraiši ist ein im Nationalpark Gauja gelegenes Nationales Historisches Museum Lettlands.

## Lage
Die Ortschaft Āraiši (dt. Arrasch) mit dem Freilichtmuseum liegt in der Gemeinde Drabeši (dt. Drobbusch) im zur Region Vidzeme, dem historischen Livland gehörenden Bezirk Cēsis 7 km südlich von Cesis, 30 km nordöstlich von Sigulda und 81 km nordöstlich von Riga. Sie hatte im Jahr 2007 35 Einwohner.
Die Evangelisch-Lutherische Kirche von Āraiši wurde der Legende nach ohne Turm um 1225 als Kirche der Landgemeinde der Region Cēsis errichtet. Sie wurde 1577 sowie 1656 zerstört und danach jeweils wieder aufgebaut. Von 1791 bis 1793 wurde die Kirche umgebaut und auf 490 Plätze erweitert. Über dem Westgiebel wurde ein Turm mit einem barocken Haube errichtet, die mit einer Kugel und einem Kreuz geschmückt ist. 1879 wurde die Kirche erneut erweitert, indem die am östlichen Ende angebaute Sakristei in einen Altar umgewandelt und eine neue Sakristei angebaut wurde. 1904 erwarb die Kirche eine Orgel, die von Orgelmeister Mārtiņš Krēsliņš aus Jēkabpils gebaut wurde. In den Fenstern des Altarraums wurden 1939 Buntglasfenster von A.Bērziņš und A.Kalert angebracht. 1994 wurden die Kirchenräume und das Sakristeidach restauriert.
Die Holländerwindmühle von Āraiši wurde 1852 errichtet, worauf der beim Wiederaufbau an der Wand des Mühlengebäudes gefundene Stein ANNO 1852 hinweist. Sie wurde 1982 vollständig zerstört und bis 1984 wieder aufgebaut. Jahr. Die Restaurierung der Mühle erfolgte dank des Gauja-Nationalparks.

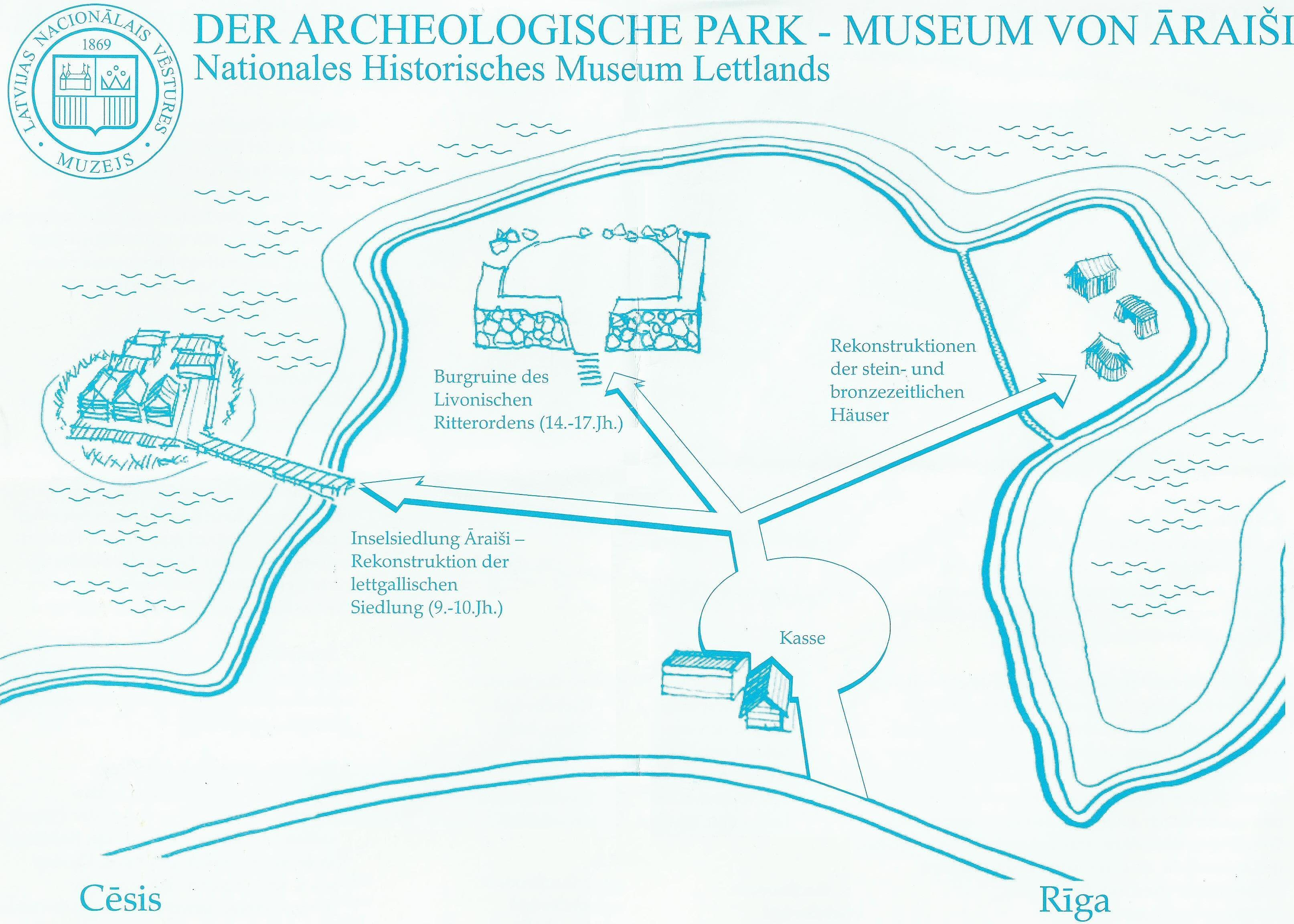
Plan des Archäologischen Parks Āraiši

## Archäologischer Park
Das Museum besteht aus 3 Teilen:
- Mädcheninsel mit den Rekonstruktionen von Siedlungen aus der Stein-, Bronze- und jüngeren Eisenzeit
- Inselsiedlung Āraiši mit einer lettgallischen Burg aus dem 9. – 10. Jahrhundert
- Ruine der Ordensburg Arrasch des Livländischen Ordens (14. – 17. Jahrhundert)

Die Besonderheit der Anlage ist die Konzentration von archäologischen Stätten von der Steinzeit bis zur Neuzeit über einen Zeitrahmen von ca. 10.000 Jahren auf einer relativ kleinen Fläche.
Die Anlage ist mit Informations- und Beschreibungstafeln in Lettisch, Englisch, Deutsch und Russisch ausgestattet.

### Mädcheninsel
Die Moorinsel im Süden der Anlage ist zugänglich durch einen Bohlensteg. Es werden Rekonstruktionen von Behausungen und Alltagsgegenständen gezeigt, die die Stein-, Bronze- und Eisenzeit dokumentieren.
Auf der Insel selbst wurden nur Einzelfunde dieser archäologischen Etappen festgestellt wie Steinbeile, Flintwerkzeuge, Keramikscherben usw.
Die rekonstruierten Fundkomplexe der Behausungsobjekte stammen aus den lettischen Fundorten Celmi (Steinzeit – 8500 bis 4500 vdZ) und Brikuli sowie Mükukalns (Bronze- bis Eisenzeit – 4500 bis 1500 vdZ sowie 1500 vdZ bis 0 ) und wurden hier an einem belegten Siedlungsplatz rekonstruiert und gezeigt.
Informativ sind die Zweig- und Schilfhütten der Steinzeit in verschiedenen belegten Varianten sowie Feuerstellen und ein Einbaum. Weiter folgen die Blockbauten mit Schilfdach der Bronze- und Eisenzeit mit Lehmöfen, Fischfanggeräten, Keramiken, anderen Haushaltsgeräten und Werkzeugen.

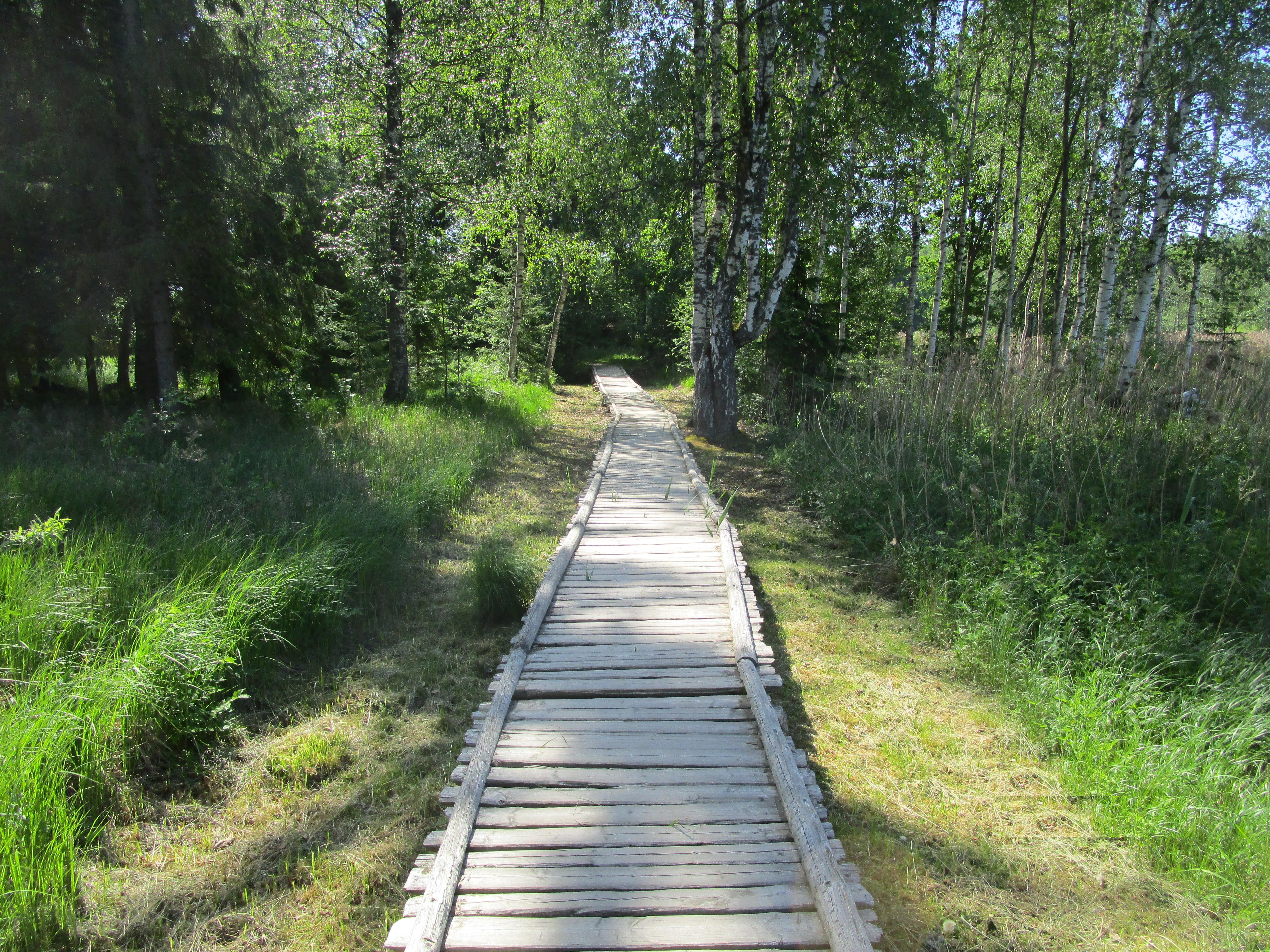
Bohlenweg zur Mädcheninsel
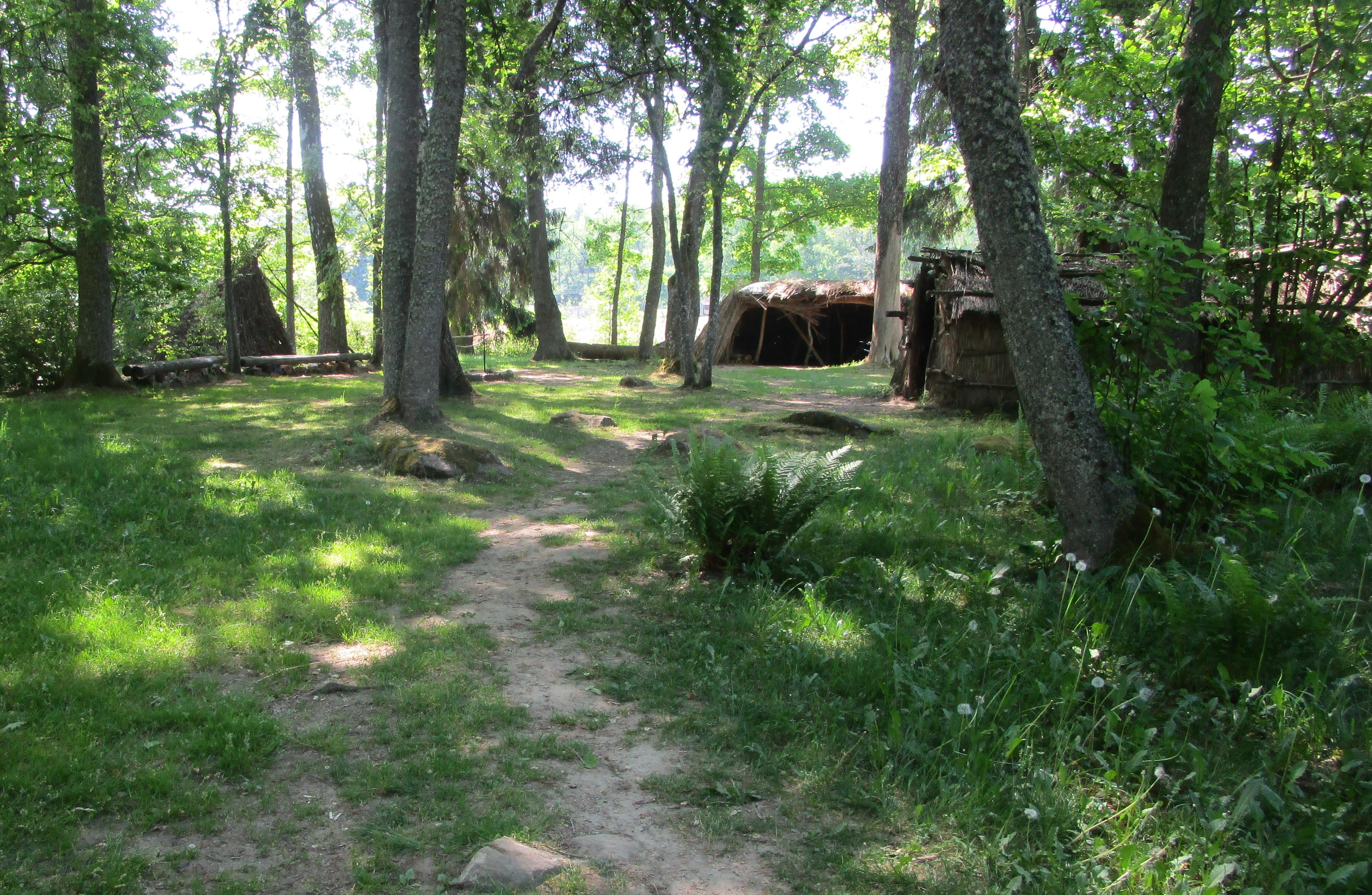
Steinzeitliche Unterkünfte in Varianten
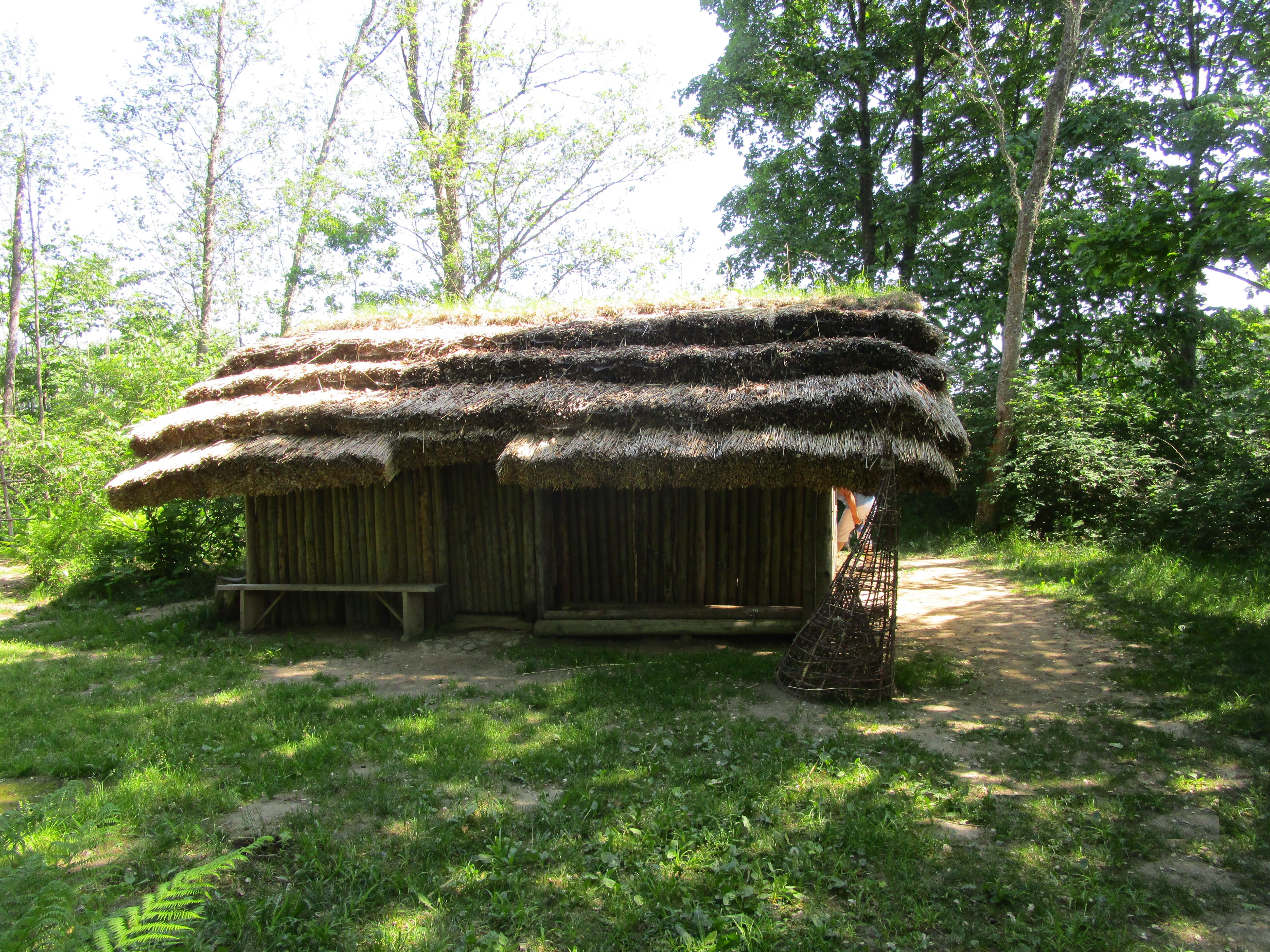
Bronzezeitliches Haus
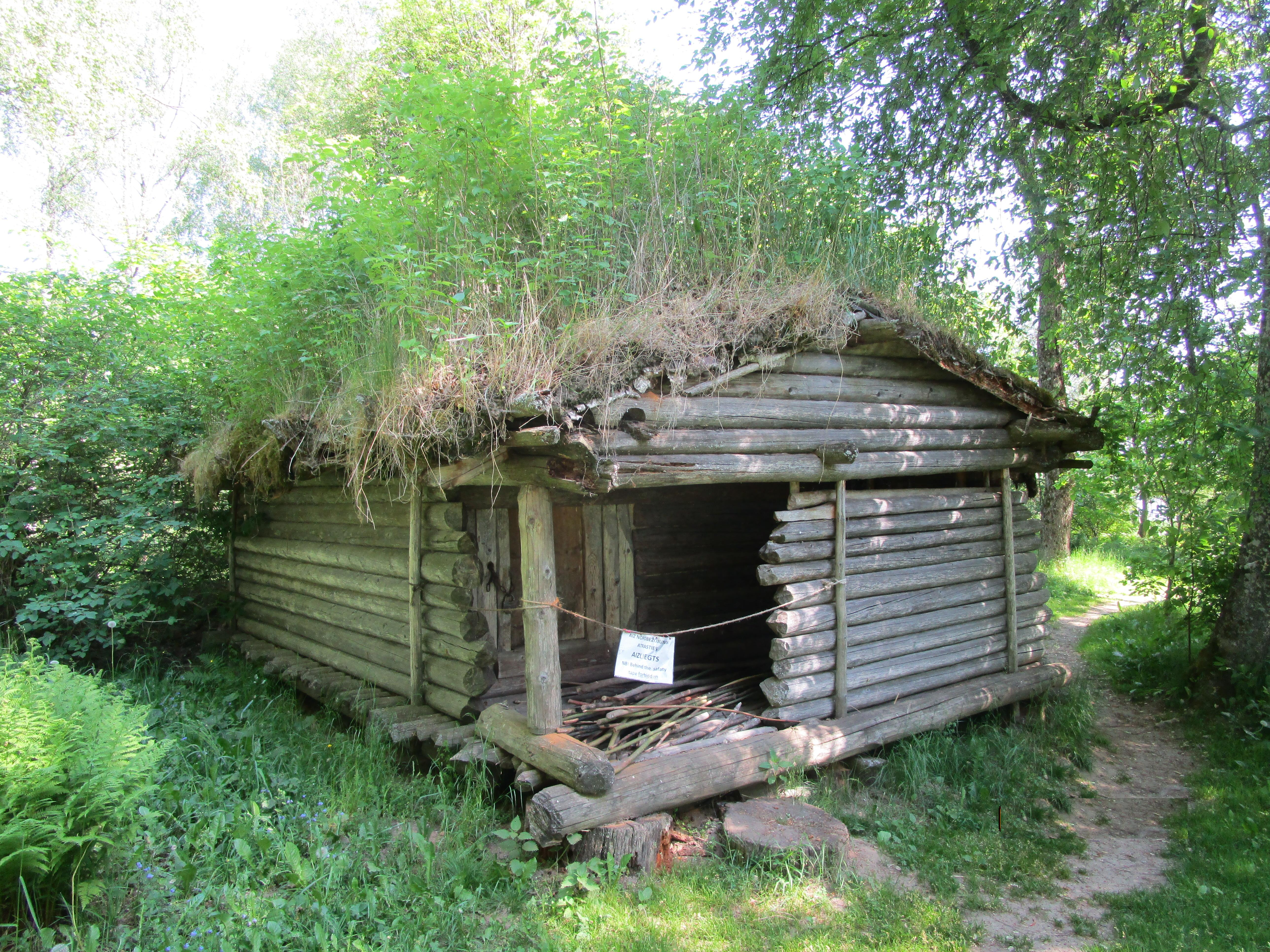
Haus der Eisenzeit (beschädigt)

### Inselsiedlung Āraiši
Die Pfahlbausiedlung auf einer Sandbank des Āraišu-Sees ist archäologisch umfangreich belegt. Sie wurde nicht nur archäologisch mit den Funden, sondern auch dendrologisch einer Zeit ab 830 und den Lettgallen zugerechnet. Die hier genannten Lettgallen sind die in der lettischen Geschichte verzeichnete Volksgruppe während der Wikingerzeit.
Die Inselsiedlung wurde erstmals 1876 von Jacob Karl Georg von Sievers punktuell ausgegraben. Er stützte sich dabei auf alte Legenden. Er holte sich dann 1877 Hilfe durch den damals berühmten Forscher Rudolf Virchow aus Berlin. Aber mehr als die Feststellung des Vorhandenseins einer frühmittelalterlichen Ansiedlung war seinerzeit nicht möglich.
So war es erst dem Letten Janis Apals 1965 bis 1969 und 1975 bis 1979 möglich, in umfangreichen und aufwändigen Grabungen die gesamte Inselsiedlung zu erforschen. Dazu wurden der Wasserstand des Sees abgesenkt und die Insel eingepoldert. Die über 1000 Jahre alte Siedlung wurde vollständig freigelegt, sie hatte sich sehr gut erhalten. Die Holzplattform und bis zu fünf Balkenlagen der Gebäude wurden festgestellt, dazu die abgestürzten Bauteile, wie Dachkonstruktionen usw. Neben den Bauteilen wurden über 3.500 Einzelfunde von Werkzeugen, Keramiken, Haushaltsgegenständen, Schmuck, Waffen und anderen Artefakten gemacht.
Die Erhaltung der Bauteile aus fünf aufeinander folgenden Bauschichten der ein Jahrhundert bestehenden Siedlung erlaubte eine fachgerechte Rekonstruktion der gesamten Inselsiedlung. Ein Experimentalbau wurde 1981 auf dem Festland realisiert, um Baumethoden und Materialien zu überprüfen. Der Nachbau auf der Insel begann 1985 und ist bis heute noch nicht abgeschlossen.

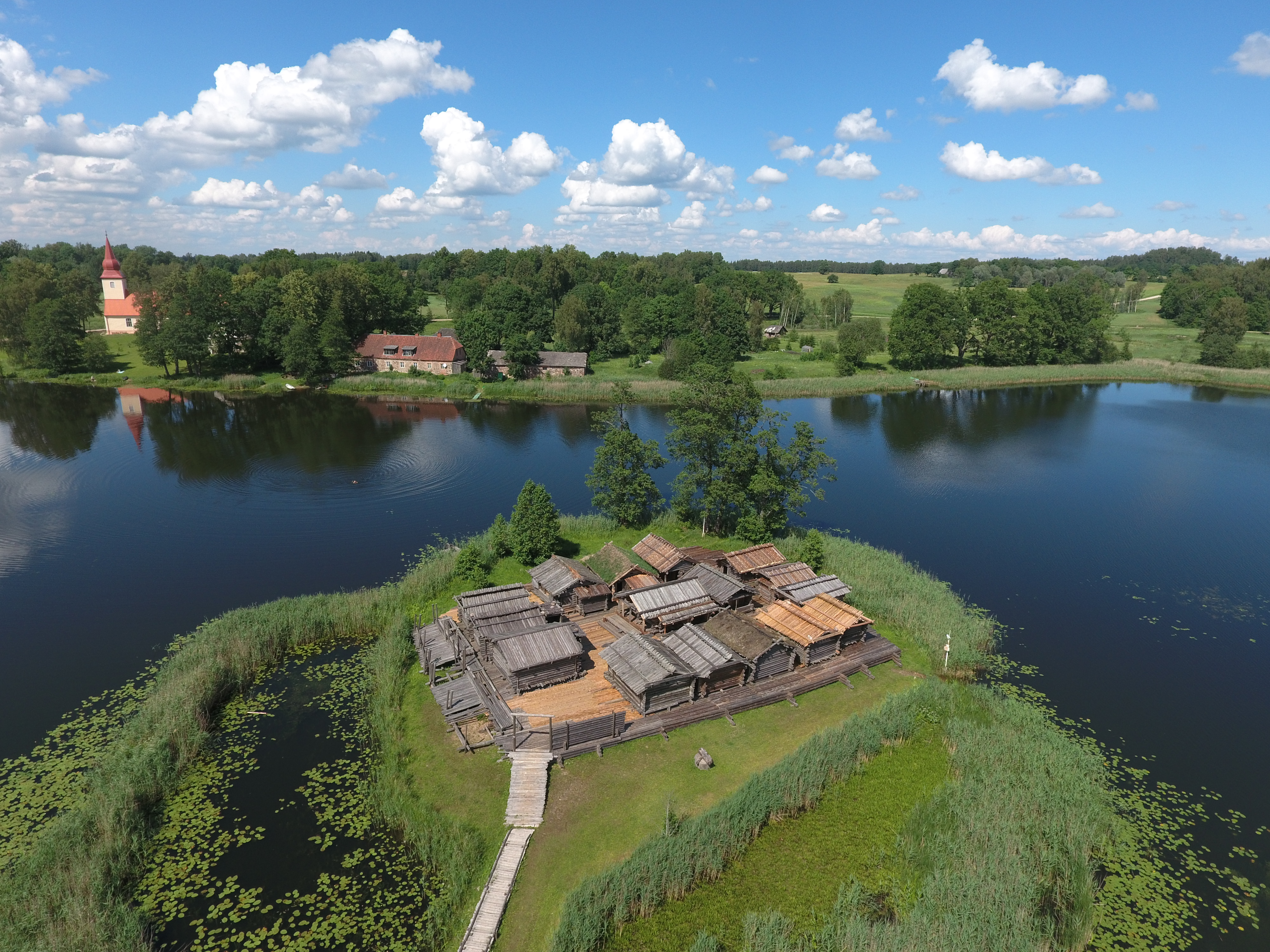
Inselsiedlung Āraiši
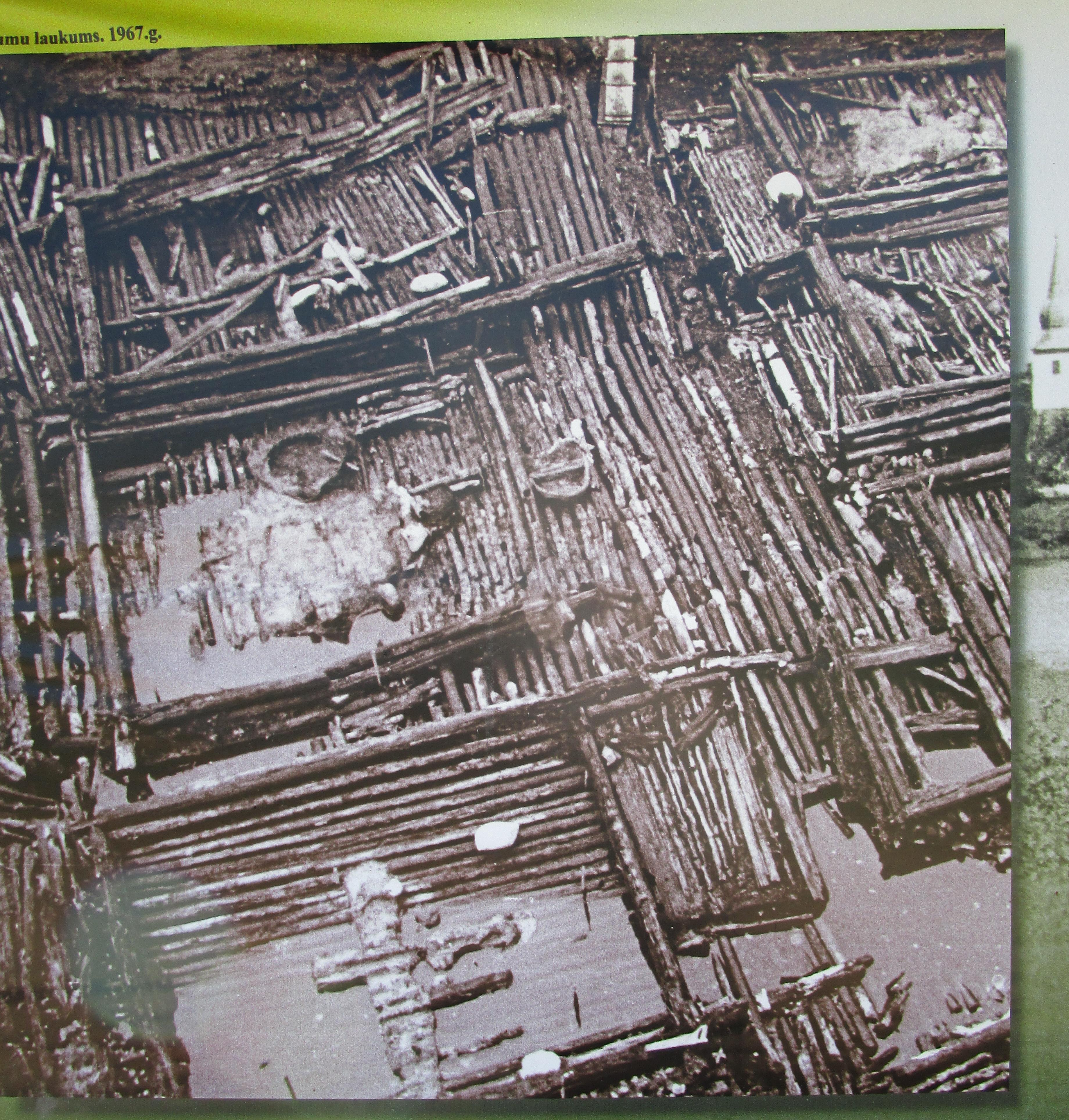
Grabungsfoto von 1967 (Infotafel)
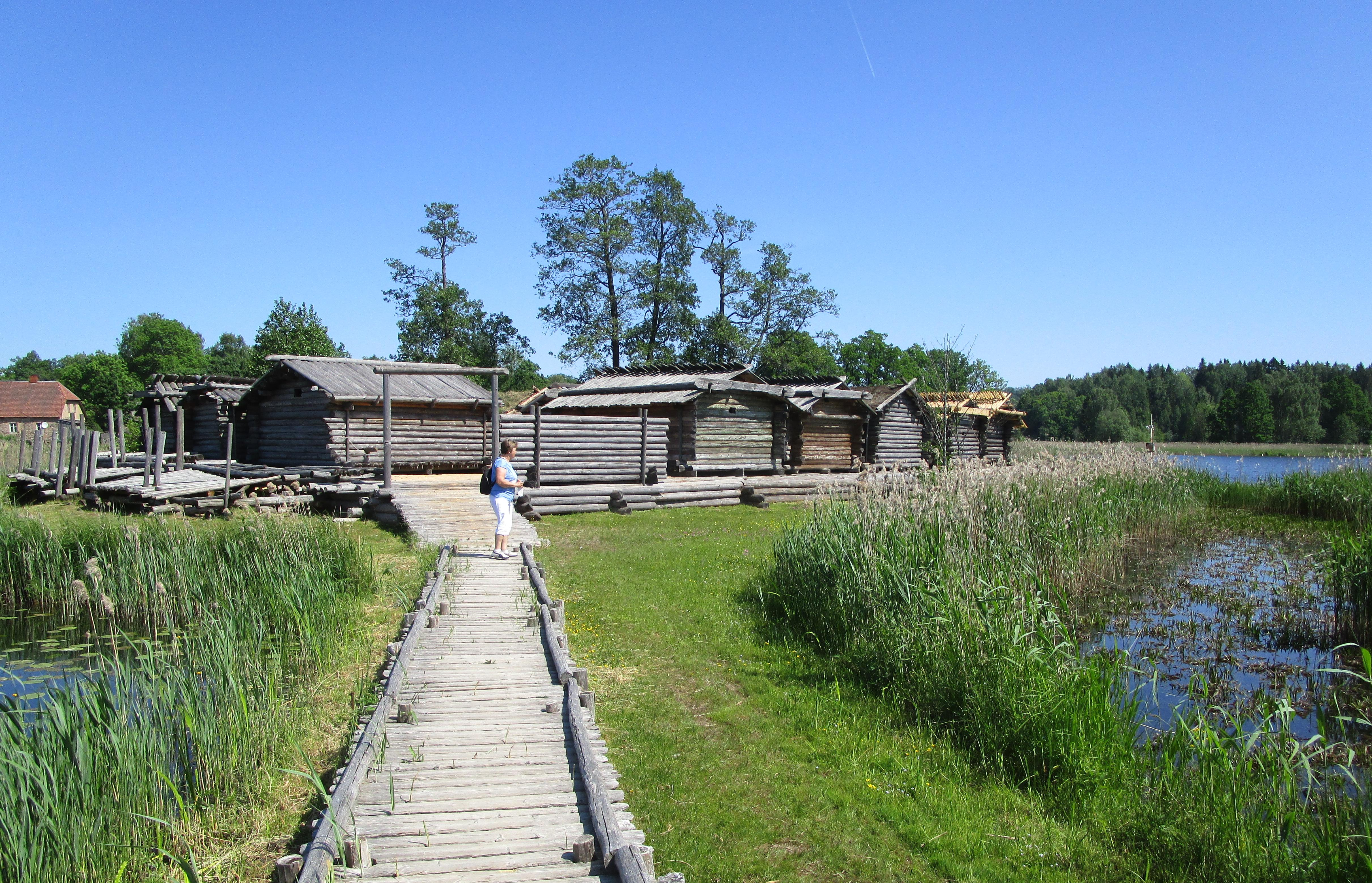
Steg zur Inselsiedlung Āraiši
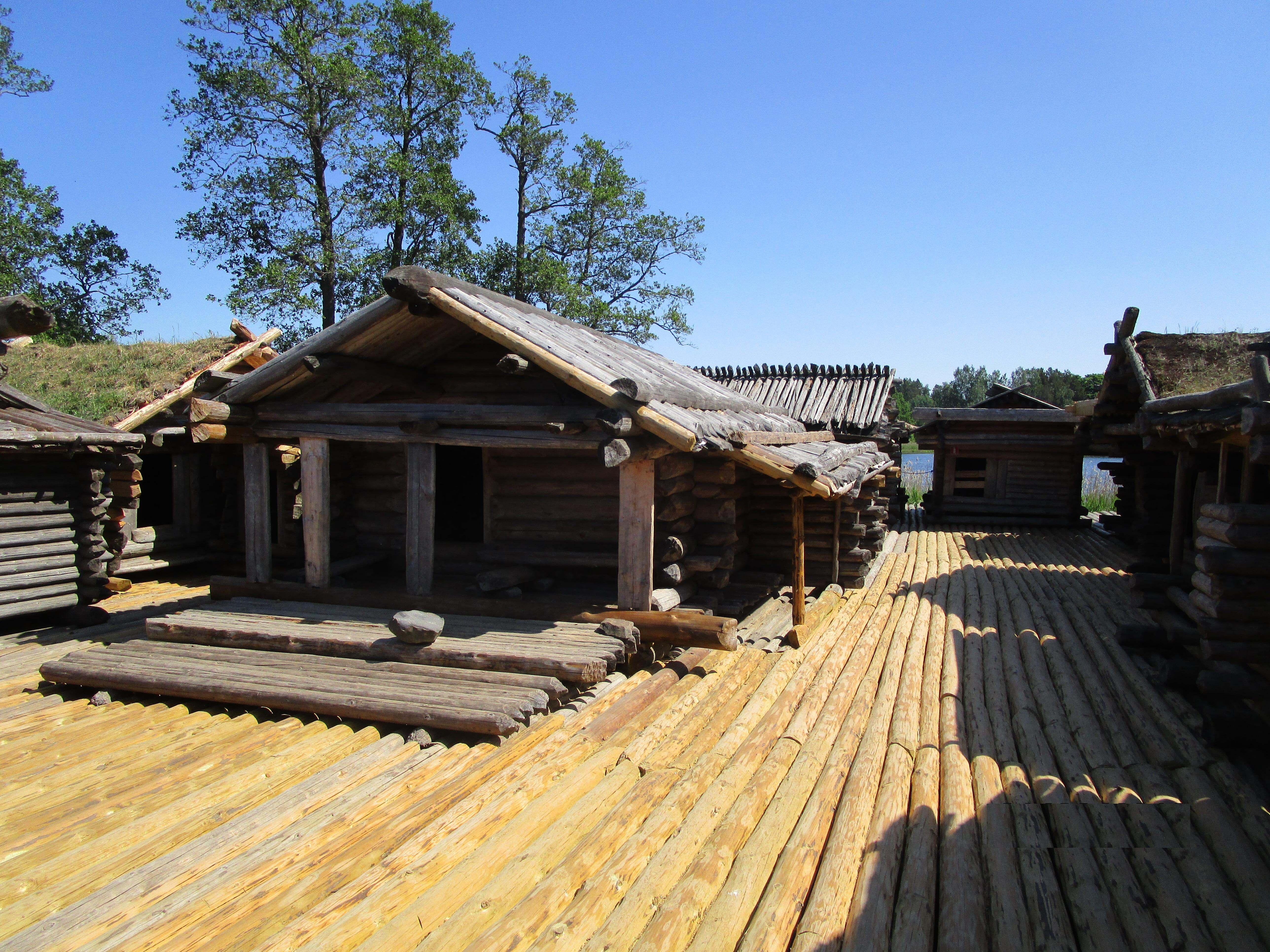
Häuser der Inselsiedlung auf der Plattform
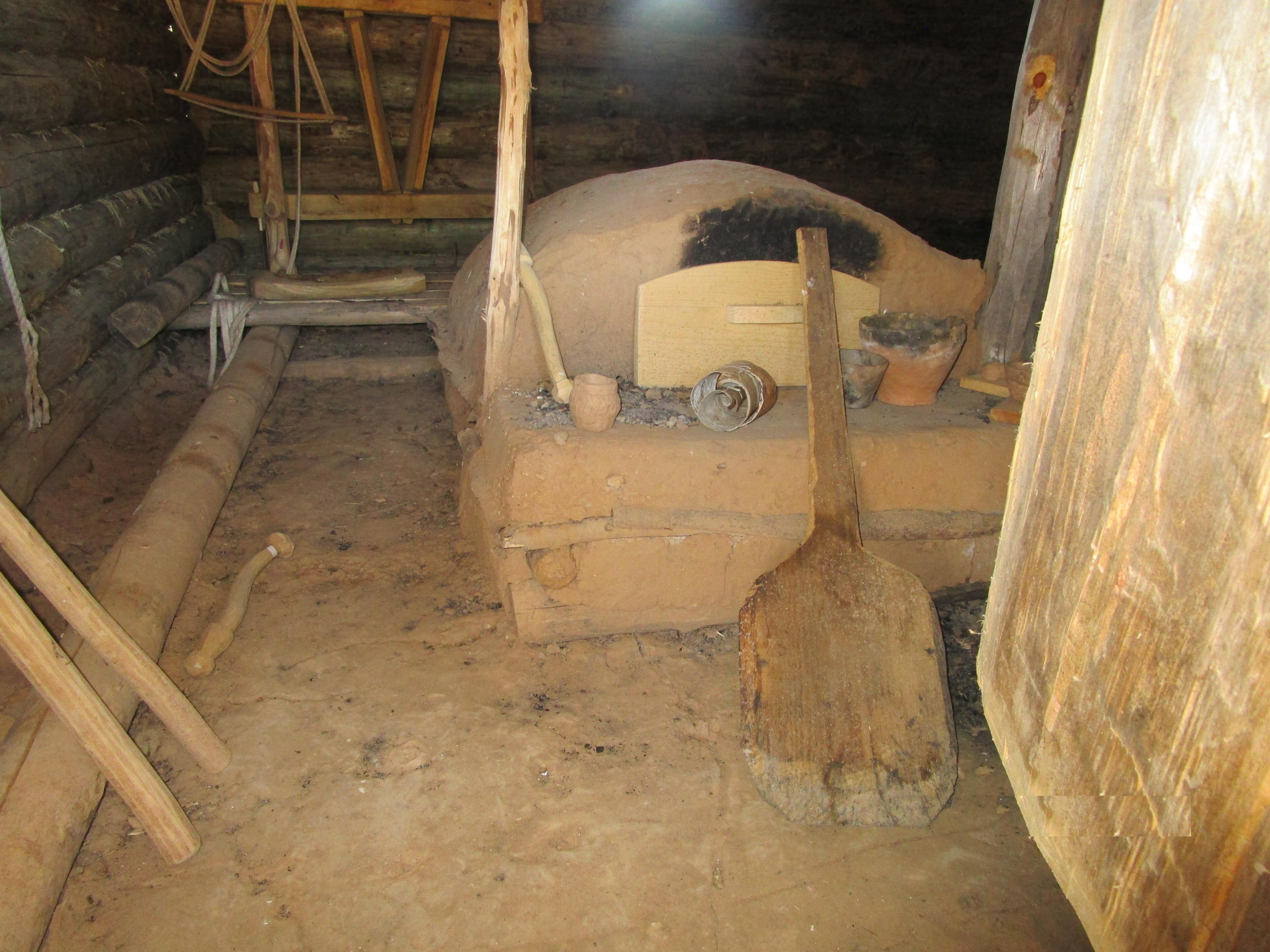
Hütteninneres mit Lehmofen

### Ruine der Ordensburg
Die Ordensburg Arrasch (lettisch Āraiši) des Livonischen oder Livländischen Ritterordens wurde erstmals 1410 urkundlich genannt. Sie liegt auf dem östlichen Teil der Halbinsel im Āraišu-See. Die Vorburgsiedlung lag im westlichen Teil der Halbinsel, ist aber heute nur noch wenig sichtbar. Bis 1561 war sie Sitz des Burgbezirkes Arrasch des Livländischen Ordensstaates und Nebenburg der Ordensmeisterresidenz Burg Wenden (lettisch: Cesis). Von 1561 bis 1629 war sie dann Verwaltungszentrum des Amtsgutes der polnischen Könige. In der Folge verfiel sie.
Die Burg selbst hatte einen Grundriss von 81 mal 81 Meter, die Mauern waren 2 Meter dick. Zwischen Burg und Vorburgsiedlung befand sich ein Graben, dieser war 125 m lang, 20 m breit und 6 m tief. Er liegt heute trocken. Überbrückt wurde der Graben durch eine Zugbrücke von einem vorgesetzten Wachhaus (10 × 7,85 m) zur Siedlung.
Die Grabungen von 1972 bis 1974 und 1981 bis 1992 legten neben den Grundmauern auch Wohn- und Wirtschaftseinbauten frei, sie belegten die mittelalterlichen deutschen Burgenbautraditionen. Bei den vielen hunderten Einzelfunden wurden aber auch Artefakte festgestellt, die den einheimischen (lettischen) Burgleuten zuzuordnen waren.

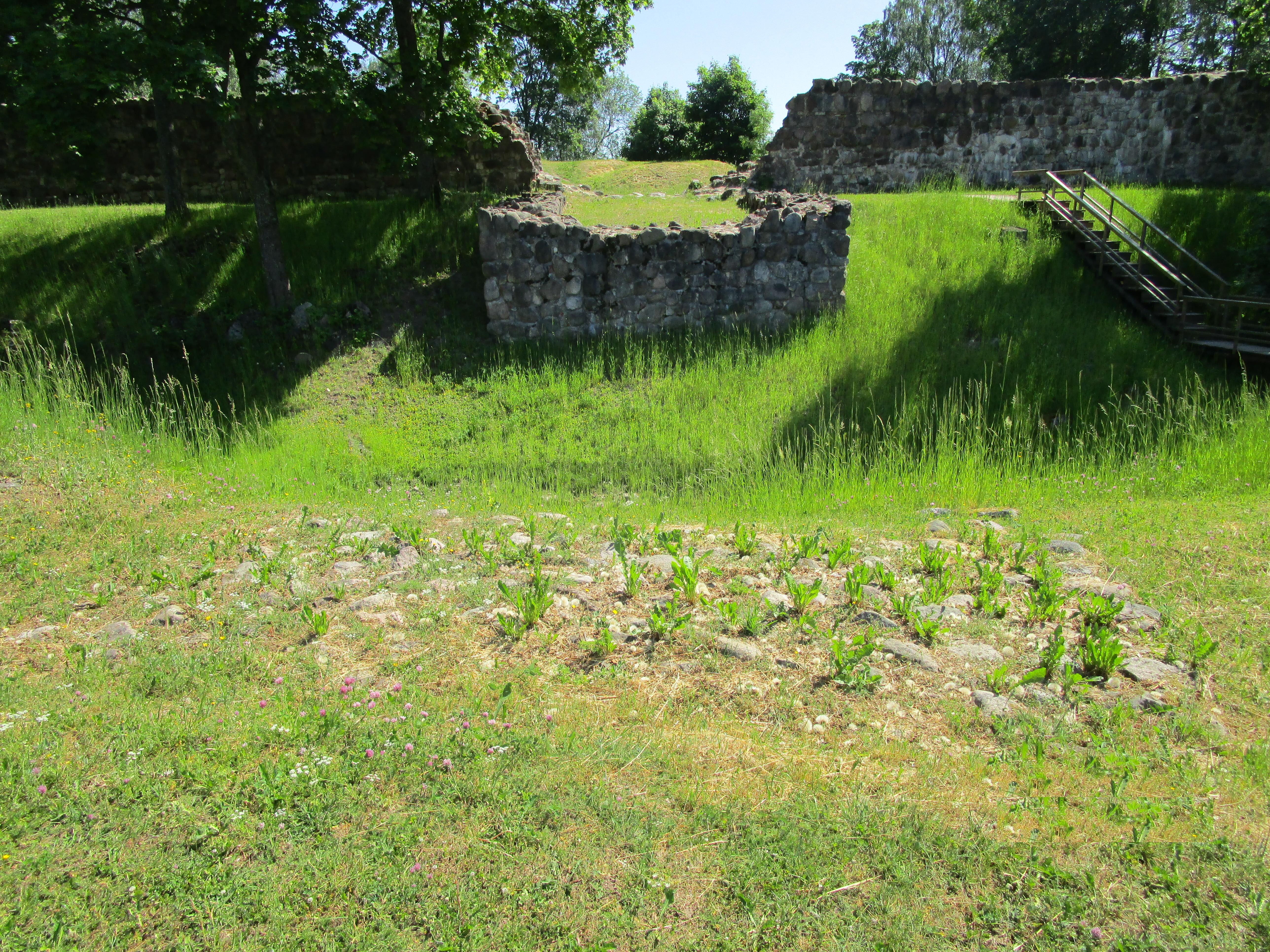
Zugang zur Ordensburg mit Wachhaus (Zugbrücke) und Graben
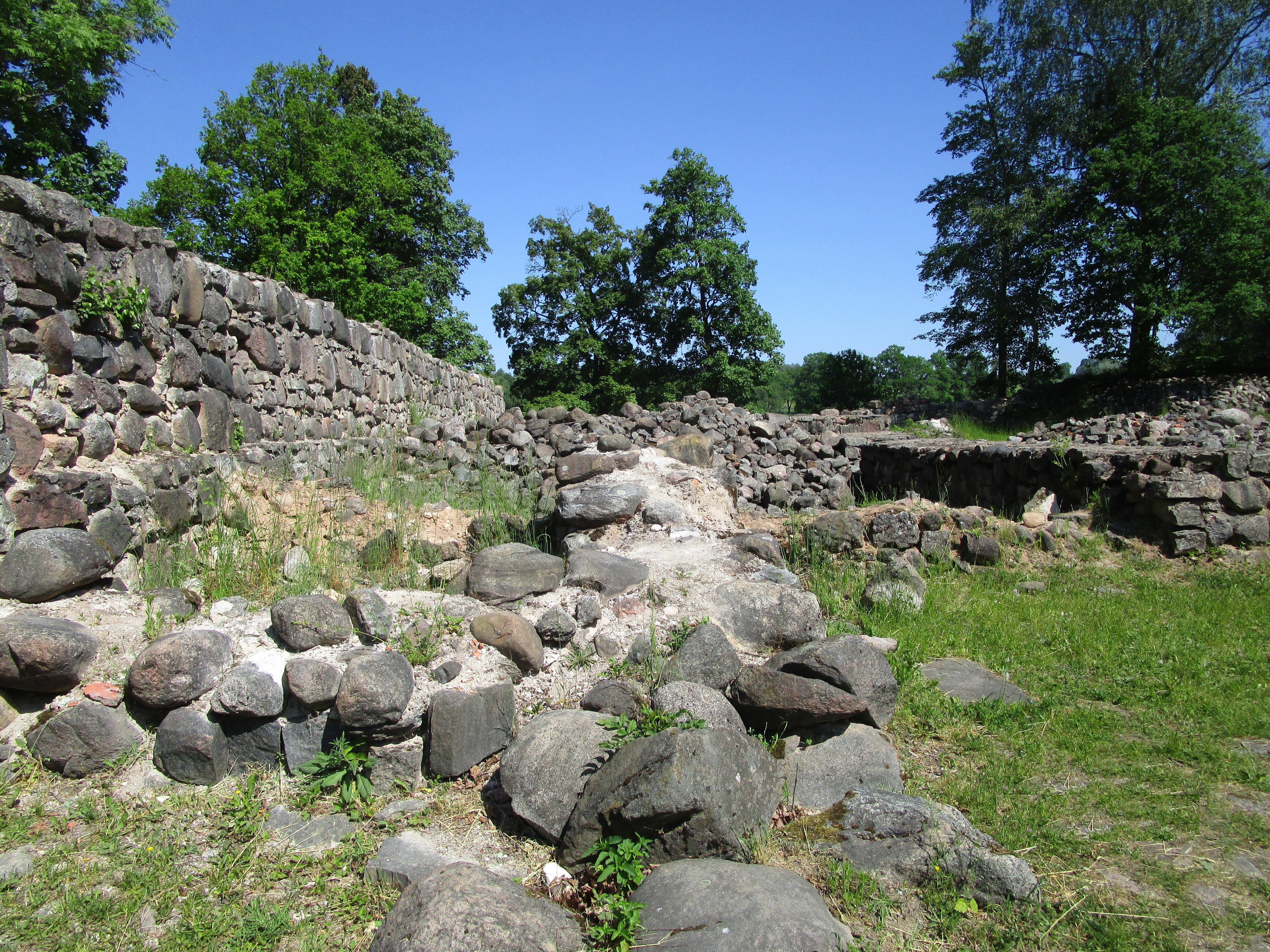
Inneres der Ordensburg mit Einbauten
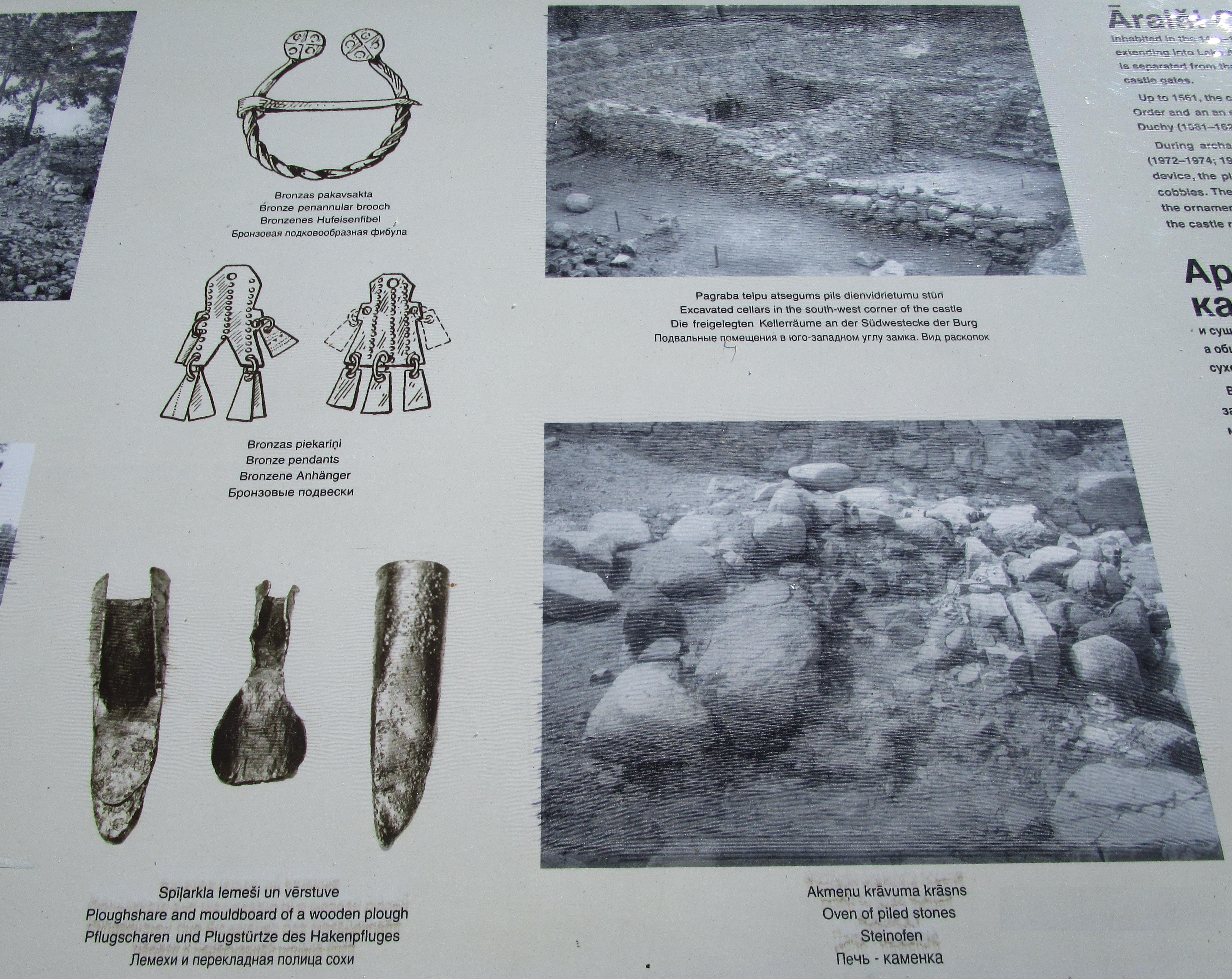
Grabungsfotos der Burg 1974 mit Funden (Infotafel)
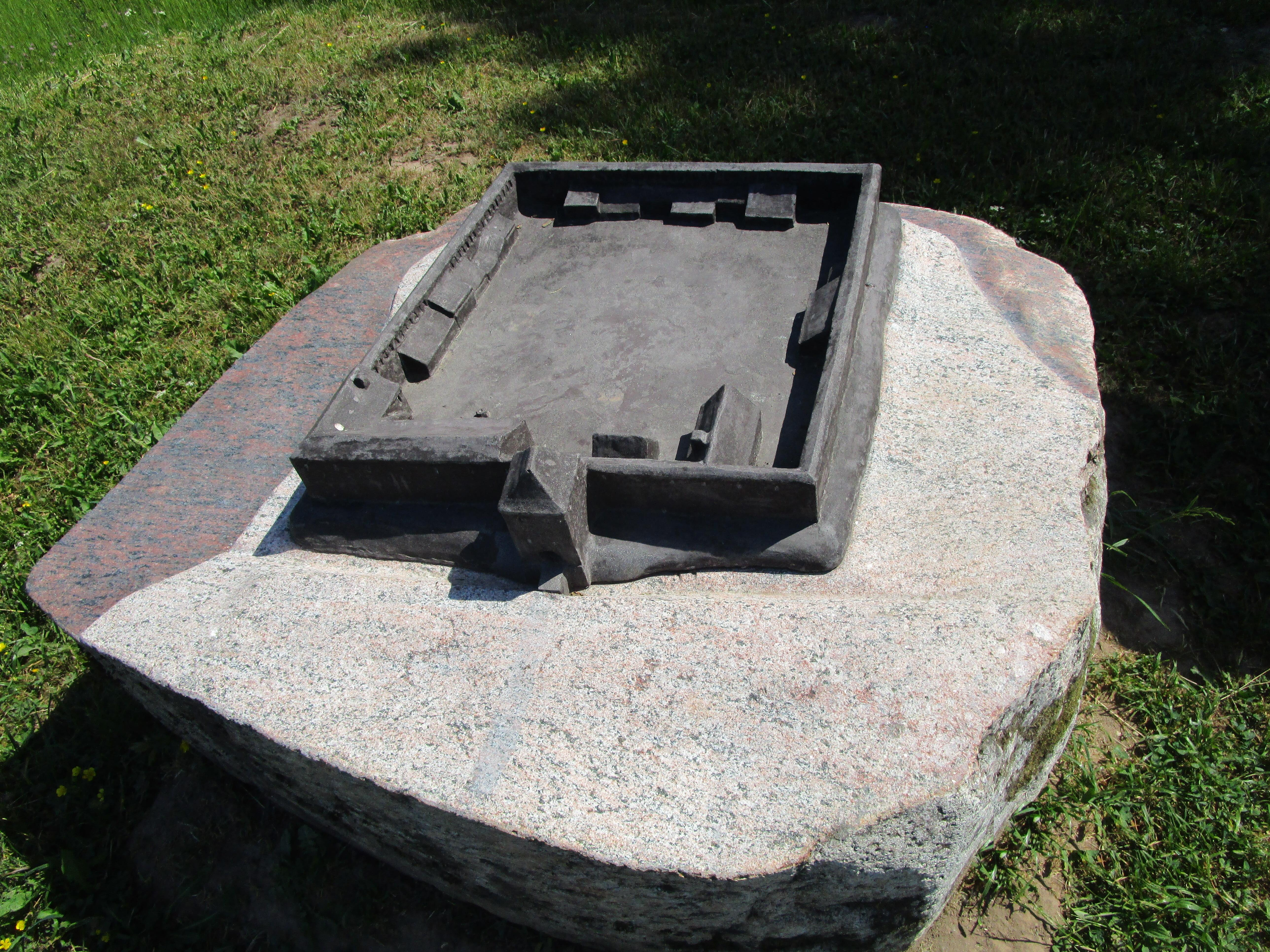
Burgmodell mit ergrabenen Einbauten

### Umgebung der Anlage
Neben diesen drei archäologischen Objekten sind die nördlich stehende Kirche Āraiši von 1225 und das Gräberfeld Liepinas auf der östlichen Seite des Āraišu-Sees für den Archäologischen Park Āraiši von Bedeutung. Westlich in 1,5 km Entfernung ist noch eine gut erhaltene Windmühle zu besichtigen.
Die Anlage ist von Mai bis November zu besichtigen, jährlich besuchen ca. 30.000 Touristen dieses Museum, davon 10 % Ausländer.